# تتاس د ماریا گوارا
تتاس د ماریا گوارا (به اسپانیایی: Monumento natural Las Tetas de María Guevara) یک کوه در ونزوئلا است که در ونزوئلا واقع شده‌است. تتاس د ماریا گوارا ۷۵ متر بالاتر از سطح دریا واقع شده‌است.